# (65685) Behring
(65685) Behring  es un asteroide perteneciente al cinturón de asteroides, descubierto el 10 de octubre de 1990 por Freimut Börngen y Lutz Dieter Schmadel desde el Observatorio Karl Schwarzschild, en Alemania.

## Designación y nombre
Behring se designó inicialmente como 1990 TY1.
Más adelante fue nombrado en honor al bacteriólogo alemán Emil Adolf von Behring (1854-1917).

## Características orbitales
Behring orbita a una distancia media del Sol de 2,7212 ua, pudiendo acercarse hasta 2,4216 ua y alejarse hasta 3,0207 ua. Tiene una excentricidad de 0,1100 y una inclinación orbital de 4,0233° grados. Emplea en completar una órbita alrededor del Sol 1639 días.

## Características físicas
Su magnitud absoluta es 15,5. Tiene 5,002 km de diámetro. Su albedo se estima en 0,054.